# Aimorés
Aimorés là một đô thị thuộc bang Minas Gerais, Brasil. Đô thị này có diện tích 1349,987 km², dân số năm 2007 là 24871 người, mật độ 17,8 người/km².